# Орли (Синельниківський район)
Орли́ — село в Україні, у Синельниківському районі Дніпропетровської області. Входить до складу Покровської селищної громади.  Населення становить 386 осіб. Колишній орган місцевого самоврядування — Орлівська сільська рада.

## Географія
Село Орли розташоване на відстані в 1 км від сіл Мечетне і Маяк. По селу протікає пересихаючий струмок з загатою. Поруч проходить автомобільна дорога Н15.

## Історія
Виникло в 20-х роках XX століття степове поселення. Селянин на прізвище Орел з родичами утворив у степу хутір, який назвали офіційно — Орли.
Значно пізніше виникло село з такою ж назвою.
4 вересня 2014 року на блокпосту під Орлами авто з солдатами, яких везли додому, розстріляли терористи, загинув рядовий 51-ї ОМБр Сергій Писарук.
12 червня 2020 року, відповідно до розпорядження Кабінету Міністрів України № 709-р від «Про визначення адміністративних центрів та затвердження територій територіальних громад Дніпропетровської області», увійшло до складу Покровської селищної громади.
19 липня 2020 року, в результаті адміністративно-територіальної реформи і ліквідації Покровського району, село увійшло до складу новоутвореного Синельниківського району.
В центрі села розташована пам'ятка історії місцевого значення Група могил радянських воїнів та партизанів.

## Населення

### Мова
Розподіл населення за рідною мовою за даними перепису 2001 року:
| Мова            | Кількість | Відсоток |
| --------------- | --------- | -------- |
| українська      | 367       | 95.08%   |
| російська       | 16        | 4.14%    |
| інші/не вказали | 3         | 0.78%    |
| Усього          | 386       | 100%     |

## Економіка
- ТОВ «Дружба».

## Об'єкти соціальної сфери
- Школа.
- Фельдшерсько-акушерський пункт.
- Будинок культури.
- Музей історії села.